# Justo Rufino Barrios
Justo Rufino Barris Auyón (Ciutad de San Marcos, San Marcos, Guatemala, 19 de juliol de 1835 - Chalchuapa, El Salvador, 2 d'abril de 1885) va ser un militar i polític guatemalenc, president de la República entre 1873 i 1885.
Durant el seu mandat, va fundar el banc hipotecari, l'Hospital d'Orient a Chiquimula, va desenvolupar el mercat de La Reforma, va signar el contracte per a la construcció del Ferrocarril Sur, va promulgar el codi penal, militar i fiscal, i va manar a construir el cementiri general de Guatemala.